# Liste des navires-hôpitaux coulés pendant la Première Guerre mondiale

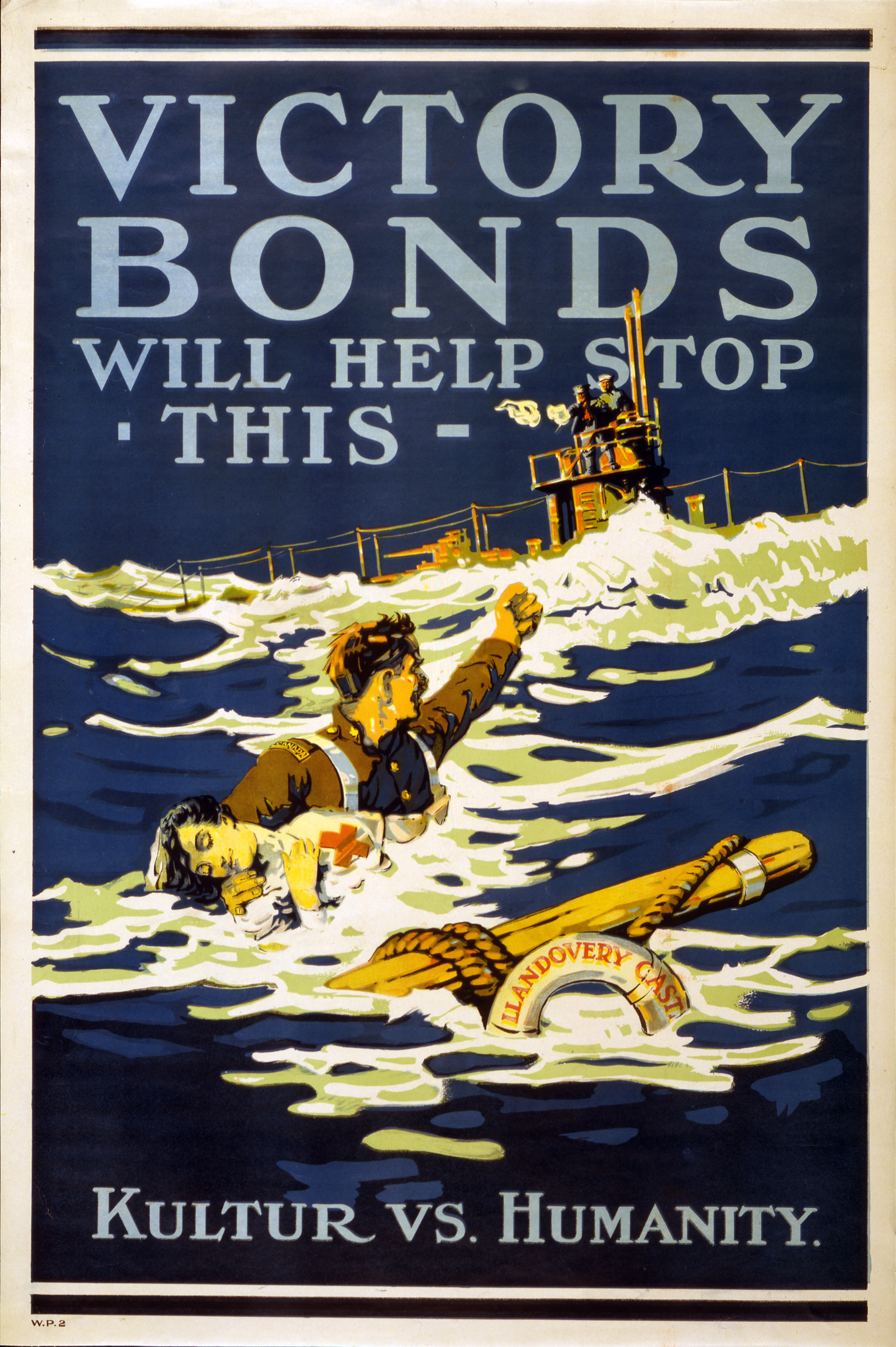
Le HMHS Llandovery Castle été touché par une torpille du U-boot allemand U-86 le 27 juin 1918. Le sous-marin a alors ouvert le feu sur les survivants.

Pendant la Première Guerre mondiale, de nombreux navires-hôpitaux ont été attaqués, à la fois intentionnellement ou par erreur. Ceux-ci furent coulés par torpillage, une mine, une attaque en surface ou simplement par erreur humaine. Représentant des cibles faciles, ceux-ci transportaient des centaines de soldats blessés depuis les lignes de front.

## Arrière-plan

Les navires-hôpitaux disposaient d'emblèmes comme la Croix-Rouge.

Les navires-hôpitaux disposaient d'emblèmes comme le Croissant-Rouge.

Un navire-hôpital (HS) est désigné pour la fonction principale en tant qu'établissement de traitement médical ou hôpital ; la plupart sont exploités par les forces militaires ou les marines de divers pays du monde, car ils sont destinés à être utilisés dans ou à proximité de zones de guerre. Les navires-hôpitaux étaient couverts par la Convention X de La Haye de 1907. L'article 4 de la Convention X de La Haye décrivait les restrictions applicables aux navires-hôpitaux :
- Le navire devrait fournir une assistance médicale au personnel blessé de toutes nationalités
- Le navire ne doit pas être utilisé à des fins militaires
- Les navires ne doivent pas gêner les navires de combat ennemis
- Les belligérants désignés par la Convention de La Haye peuvent fouiller tout navire-hôpital pour enquêter sur les violations des restrictions ci-dessus.

Si l'une des restrictions était violée, le navire pouvait être considéré comme un combattant ennemi et ainsi coulé. Les enquêteurs de pays neutres comme l'Espagne ont été autorisés à inspecter les navires-hôpitaux pour confirmer que l'article 4 n'était pas violé.
Le haut commandement impérial allemand considérait les navires-hôpitaux alliés comme violant la Convention de La Haye et ordonna à ses forces sous-marines de les cibler dans le cadre de leur guerre sous-marine illimitée sur les navires alliés. Même avec les inspections des pays neutres, le haut commandement allemand allégua que les navires-hôpitaux enfreignaient l'article quatre en transportant des soldats valides sur le champ de bataille. Le plus gros navire-hôpital coulé par une mine ou par torpillage pendant la Première Guerre mondiale était le Britannic, sister-ship des Olympic et Titanic. Le Britannic toucha une mine le 21 novembre 1916 ; 30 personnes ont été tuées, mais le reste de l'équipage et les passagers ont pu s'échapper. La plus grande tragédie maritime causée par le naufrage d'un navire-hôpital serait le HMHS Llandovery Castle (en). Le navire fut touché par une torpille du U-boot allemand U-86 le 27 juin 1918. Peu de temps après, le sous-marin refit surface et abattit la plupart des survivants ; seulement 24 furent sauvés. Après la guerre, le capitaine du U-86, le lieutenant Helmut Patzig (en), et deux de ses lieutenants ont été accusés de crimes de guerre et traduits en justice. Patzig disparut et les deux lieutenants s'échappèrent après avoir été reconnus coupables et condamnés à de la prison. Les Alliés n'étaient pas les seuls à avoir vu attaquer leurs navires au début de la guerre, le navire-hôpital allemand Ophelia fut saisi par les forces navales britanniques comme navire d'espionnage et vers la fin de la guerre le navire-hôpital autrichien Baron Call fut attaqué sans succès par une torpille le 29 octobre 1918.

## Navires hospitaliers coulés
| Nom                          | Image                        | Nationalité                                               | Date             | Localisation du naufrage                                                            | Cause | Victimes | Note   |
| ---------------------------- | ---------------------------- | --------------------------------------------------------- | ---------------- | ----------------------------------------------------------------------------------- | --- | -------- | ------ |
| HMHS Anglia (en)             | HMHS Anglia                  | Royaume-Uni                                               | 17 novembre 1915 | 1 mile à l'est du cap Folkestone                                                    | Heurte une mine posée par l'U-boot SM UC-5                                                                                            | 134      | [ 10 ] |
| HMHS Asturias                | HMHS Asturias                | Royaume-Uni                                               | 20 mars 1917     | 6 miles au large de Start Point                                                     | Torpillé par l'U-boot UC-66 | 35       | ,      |
| HMHS Huntley (en)            | German hospital ship Ophelia | Royaume-Uni                                               | 21 décembre 1915 | 0.75 mile au large de Boulogne-sur-Mer                                              | Torpillé par l'U-boot UB-10 | 2        | [ 14 ] |
| HMHS Britannic               | Britannic                    | Royaume-Uni                                               | 21 novembre 1916 | Mer Égée (37°42′05″N 24°17′02″E / 37.70139°N 24.28389°E)                            | Heurte une mine posée par l'U-boot U-73                                                                                               | 30       | [ 5 ]  |
| HMHS Dover Castle (en)       | Dover Castle                 | Royaume-Uni                                               | 26 mai 1917      | Mer Méditerranée (37°45′00″N 007°45′00″E / 37.75000°N 7.75000°E)                    | Torpillé par l'U-boot UC-67 | 7        | [ 15 ] |
| SS Donegal (en)              | SS Donegal                   | Royaume-Uni                                               | 17 avril 1917    | 19 miles au sud de Southampton (50°26′00″N 01°00′00″W / 50.43333°N 1.00000°W)       | Torpillé par l'U-boot UC-21 | 40       | ,      |
| HS Elektra (en)              | HS Elektra                   | Autriche-Hongrie                                          | 18 mars 1916     | Au large du cap Planka                                                              | Torpillé par le sous-marin français Ampère. Hors service jusqu'au début de septembre 1916 ; rendu à son propriétaire 4 décembre 1916  | 2        | ,      |
| HMHS Galeka                  | HMHS Galeka                  | Royaume-Uni                                               | 28 octobre 1916  | Côte française, près du Havre (49°34′01″N 000°05′05″E / 49.56694°N 0.08472°E)       | Heurte une mine posée par l'U-boot UC-26                                                                                              | 19       | [ 21 ] |
| HMHS Glenart Castle (en)     | HMHS Glenart Castle          | Royaume-Uni                                               | 26 février 1918  | Canal de Bristol (51°07′00″N 005°03′00″W / 51.11667°N 5.05000°W)                    | Torpillé par l'U-boot UC-56 | 162      | [ 22 ] |
| HMHS Gloucester Castle (en)  | Gloucester Castle            | Royaume-Uni                                               | 30 mars 1917     | En transit entre Le Havre et Southampton                                            | Torpillé par l'U-boot U-32 | 3        | [ 24 ] |
| SS India                     | Greek hospital ship India    | Grèce                                                     | 12 avril 1917    | Mer Méditerranée, à l'est de Gibraltar                                              | Torpillé par l'U-boot U-35 (capitaine Lothar von Arnauld de la Perière)                                                               |          | ,      |
| HS Koningin Regentes (en)    | HS Koningin Regentes         | Pays-Bas                                                  | 6 juin 1918      | 21 miles à l'est du bateau-phare Leman                                              | Torpillé par l'U-boot UB-107 | 7        | ,      |
| HMHS Lanfranc (en)           | HMHS Lanfranc                | Royaume-Uni                                               | 17 avril 1917    | Manche (50°09′00″N 000°10′04″W / 50.15000°N 0.16778°W)                              | Torpillé par l'U-boot UB-40 | 40       | [ 29 ] |
| HMHS Letitia (en)            | HMHS Letitia                 | Canada                                                    | 1 août 1917      | Portuguese Cove, port d'Halifax                                                     | Échoué à la suite d'une erreur humaine dans un épais brouillard                                                                       | 1        | ,      |
| HMHS Llandovery Castle (en)  | RMS Llandovery Castle 1907   | Canada                                                    | 27 juin 1918     | Au large du sud de l'Irlande (51°18′00″N 009°54′00″W / 51.30000°N 9.90000°W)        | Torpillé par l'U-boot U-86 | 234      | [ 6 ]  |
| HS Marechiaro (en)           | HS Marechiaro                | Italie                                                    | 21 février 1916  | Au large du cap Laghi, Durrës (Albanie)                                             | Heurte une mine posée par l'U-boot UC-12                                                                                              | 33       |        |
| HS Oceania                   | SS Oceania                   | Autriche-Hongrie                                          | 4 octobre 1918   | Entre le cap Rodoni et Durazzo                                                      | Miné et échoué près du cap Rondoni ; détruit le 15 octobre 1918 par les Autrichiens pour éviter qu'il ne tombe aux mains des Italiens | ?        | [ 32 ] |
| SS Portugal (en) (Португаль) | Hospital ship Portugal       | Empire russe (Équipage français, personnel médical russe) | 30 mars 1916     | Près de la province de Rize, au large de la côte turque, mer Noire                  | Torpillé par l'U-boot U-33 | 90       | [ 33 ] |
| HMHS Rewa                    | HSRewa 1907                  | Royaume-Uni                                               | 4 janvier 1918   | 13 miles au large de Hartland Point (50°55′00″N 004°49′00″W / 50.91667°N 4.81667°W) | Torpillé par l'U-boot U-55 | 4        | [ 34 ] |
| SS Rohilla (en)              | SS Rohilla                   | Royaume-Uni                                               | 30 octobre 1914  | Saltwick Nab, 1 mile au sud de Whitby                                               | Heurte un récif | 84       | ,      |
| HMHS Salta (en)              | HMHS Salta                   | Royaume-Uni                                               | 10 avril 1917    | Au large du Havre (49°32′08″N 00°02′18″W / 49.53556°N 0.03833°W)                    | Heurte une mine posée par l'U-boot UC-26                                                                                              | 130      | [ 38 ] |
| HS Tabora (en)               | HS Tabora                    | Empire allemand                                           | 26 mars 1916     | port de Dar es Salam, Afrique de l'Est                                              | Coulé par les tirs des navires de guerre britanniques HMS Vengeance et HMS Challenger                                                 | ?        | ,      |
| SS Tirol (en)                | HS Tirol                     | Autriche-Hongrie                                          | 16 avril 1916    | Au large de Durrës                                                                  | Miné. Reprise du service le 7 octobre 1916                                                                                            | 40       |        |
| SS Vpered                    | HS Vpered                    | Empire russe                                              | 8 juillet 1916   | Entre Batoum et la province de Rize au large des côtes turques, mer Noire           | Torpillé par l'U-boot U-38 | 7        | ,      |
| HMHS Warilda (en)            | HMAT Warilda                 | Australie                                                 | 3 août 1918      | Manche (50°12′08″N 000°16′4″W / 50.20222°N 0.26778°W)                               | Torpillé par l'U-boot UC-49 | 123      | [ 44 ] |